# Красник
Крáсник —  село в Україні, у Верховинській селищній громаді Верховинського району Івано-Франківської області, що в Україні. Утворене в 1947 році. Входить до складу Верховинської селищної громади. Населення становить 1086 осіб. Площа села — 50 км²; щільність населення становить 21,72 осіб на км². Поштовий код — 78705. У II Польській Республіці село (на той час присілок) мало назву Красний Луг (пол. Krasny Łuh).

## Географія
Красник межує з селами Бистрець, Замагора, Зелене, Кривопілля та Ільці і селищем Верховина. Лежить вздовж річки Чорний Черемош, село оточують, вкриті лісом, гори. У Краснику доволі слабо розвинений туристичний комплекс, хоча є слаломний спуск та декілька приватних садиб; недалеко розміщена гора Кострич (1544 метри). Планується побудувати гірськолижний зимовий курорт «Кринта». У селі є церква Покрови Пресвятої Богородиці.
У селі потік Красник впадає у річку Чорний Черемош.

## Історія
12 червня 2020 року, відповідно до Розпорядження Кабінету Міністрів України  № 714-р «Про визначення адміністративних центрів та затвердження територій територіальних громад Івано-Франківської області», увійшло до складу Верховинської селищної громади.
19 липня 2020 року, в результаті адміністративно-територіальної реформи та ліквідації Верховинського району, село увійшло до складу новоутвореного Верховинського району.

## Населення
Згідно з переписом УРСР 1989 року чисельність наявного населення села становила 968 осіб, з яких 480 чоловіків та 488 жінок.
За переписом населення України 2001 року в селі мешкало 1080 осіб.

### Мова
Розподіл населення за рідною мовою за даними перепису 2001 року:
| Мова       | Відсоток |
| ---------- | -------- |
| українська | 99,72 %  |
| російська  | 0,18 %   |
| молдовська | 0,09 %   |

## Відомі люди
- Хімчак Іван — лицар Бронзового хреста заслуги УПА.

## Галерея

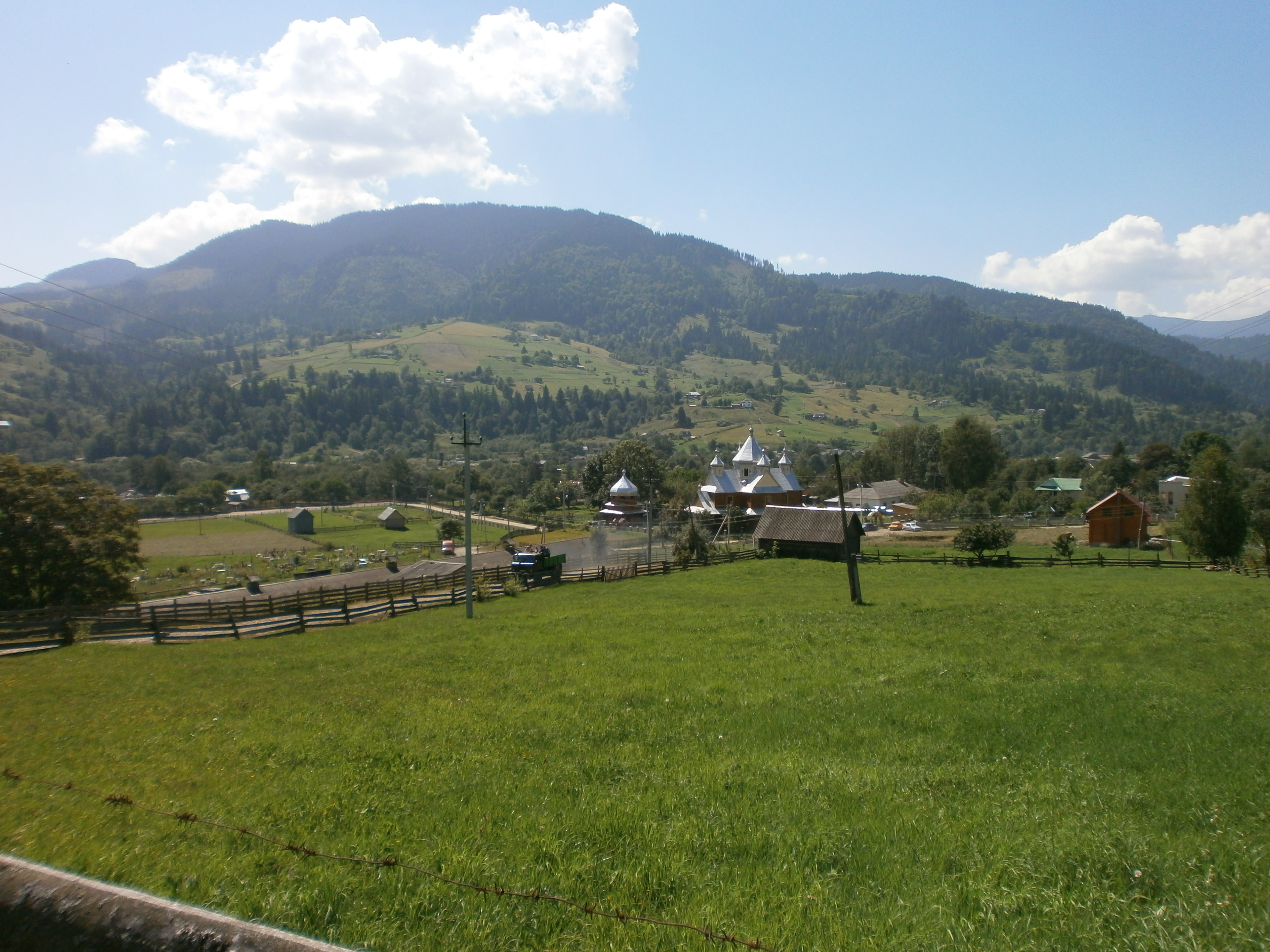
Церква і навколишні гори
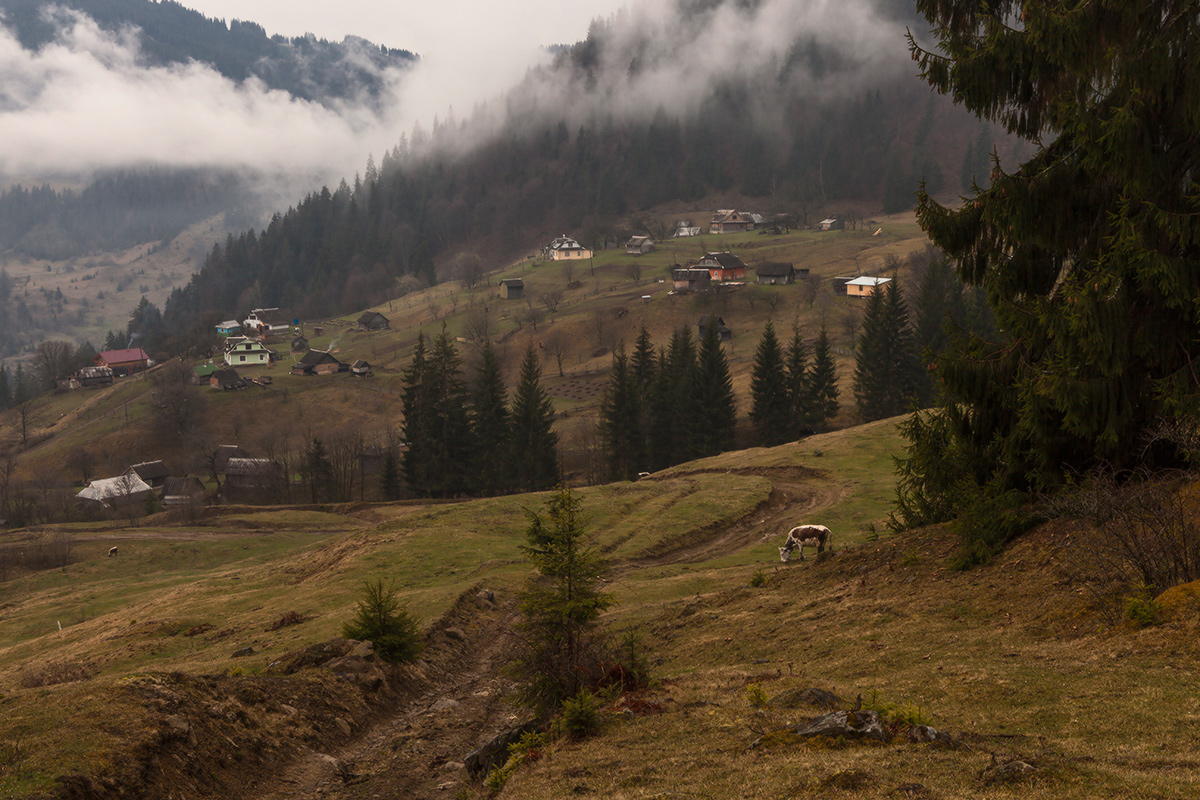
На околицях Красника
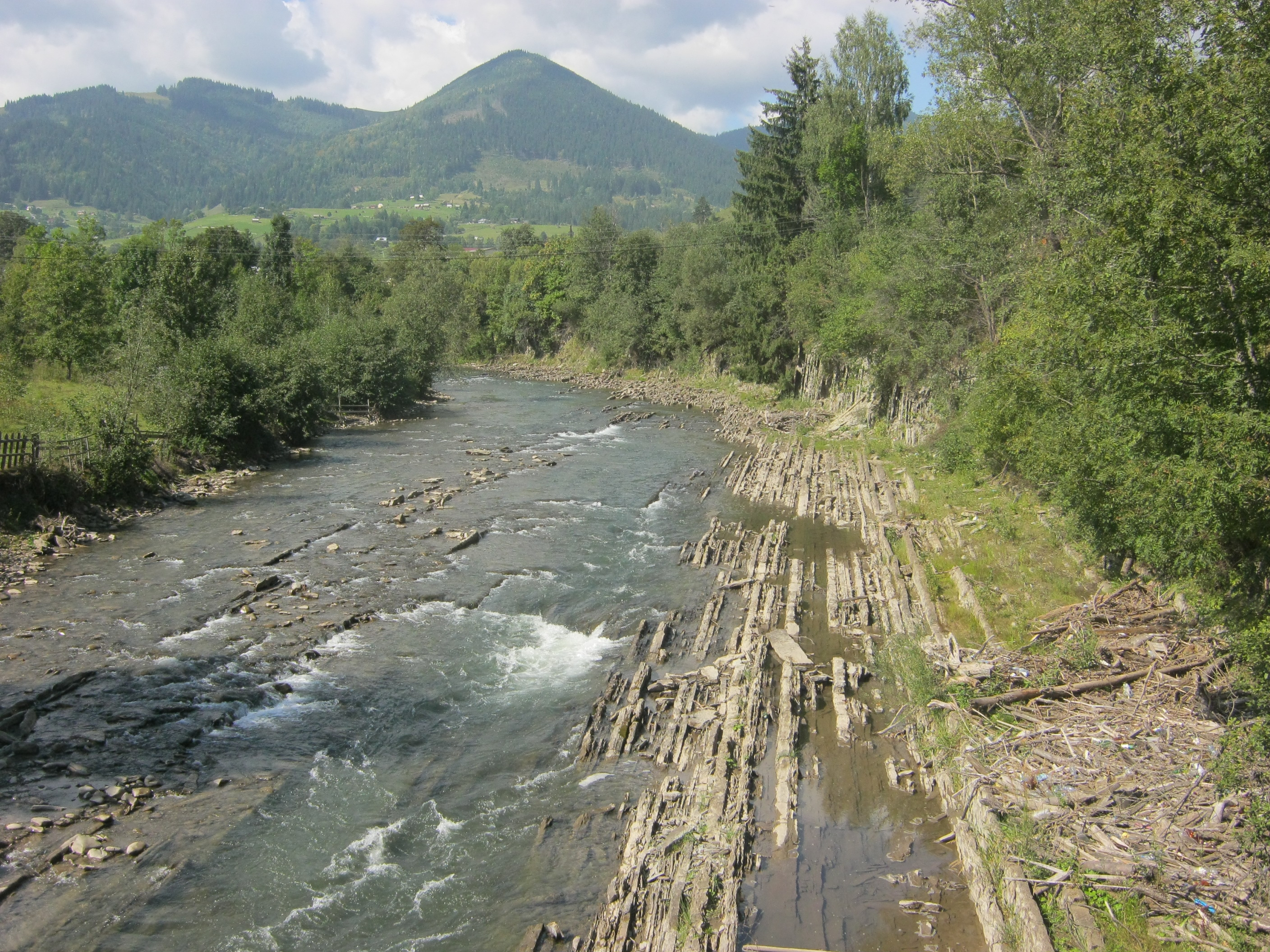
Вид із мосту на Луг
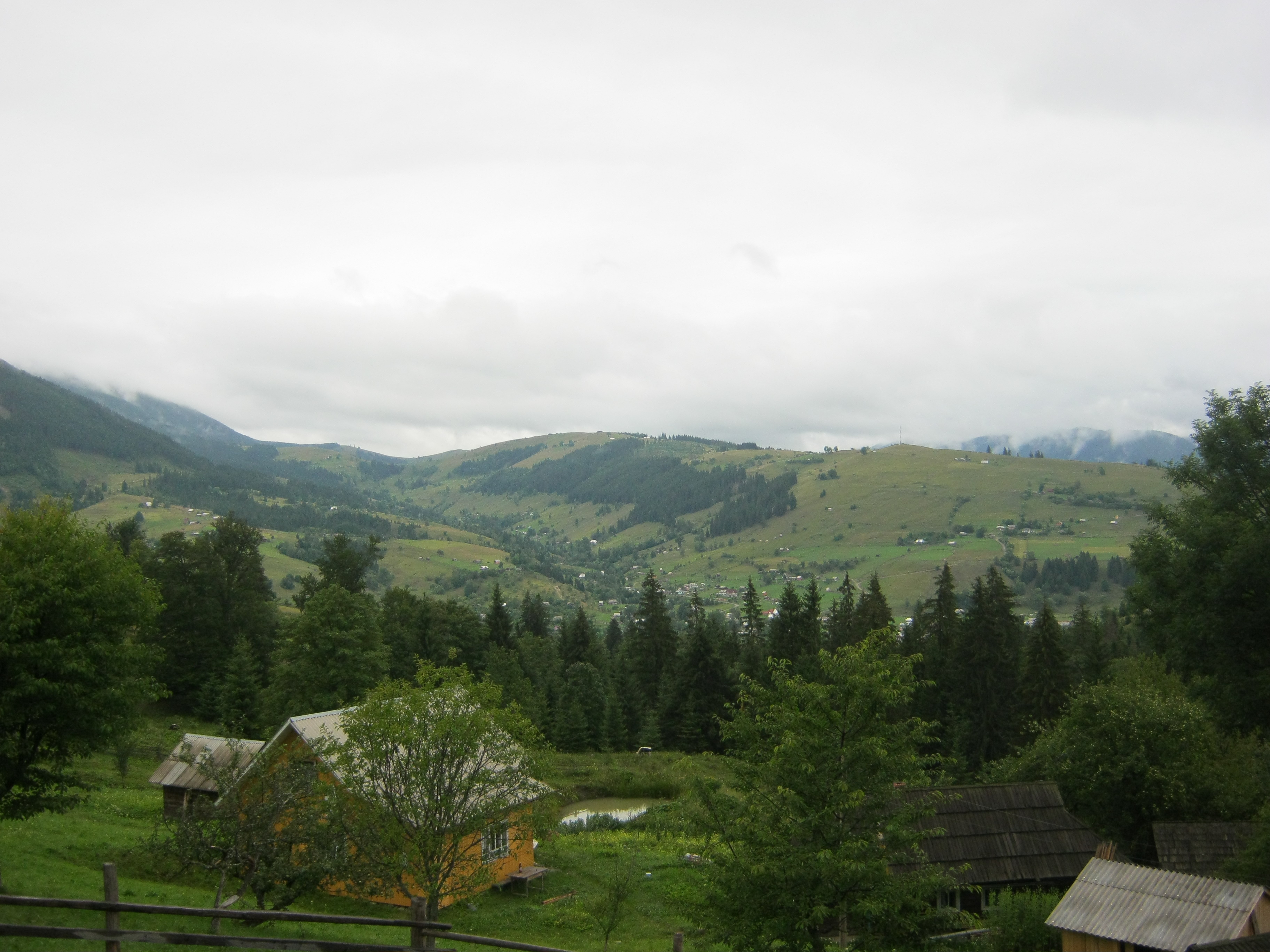
вид на Красник із присілку Містечко
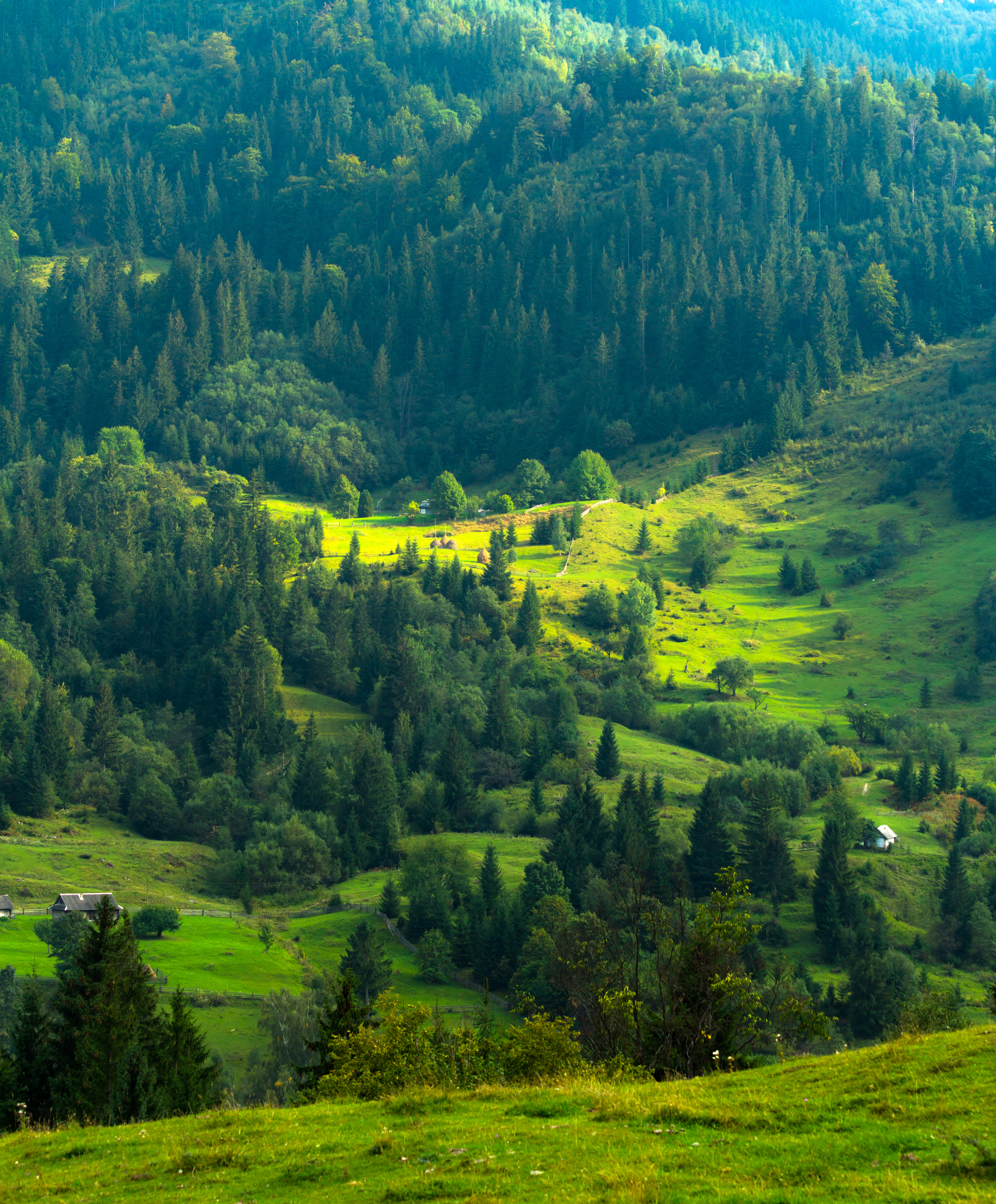
На горбах Красника
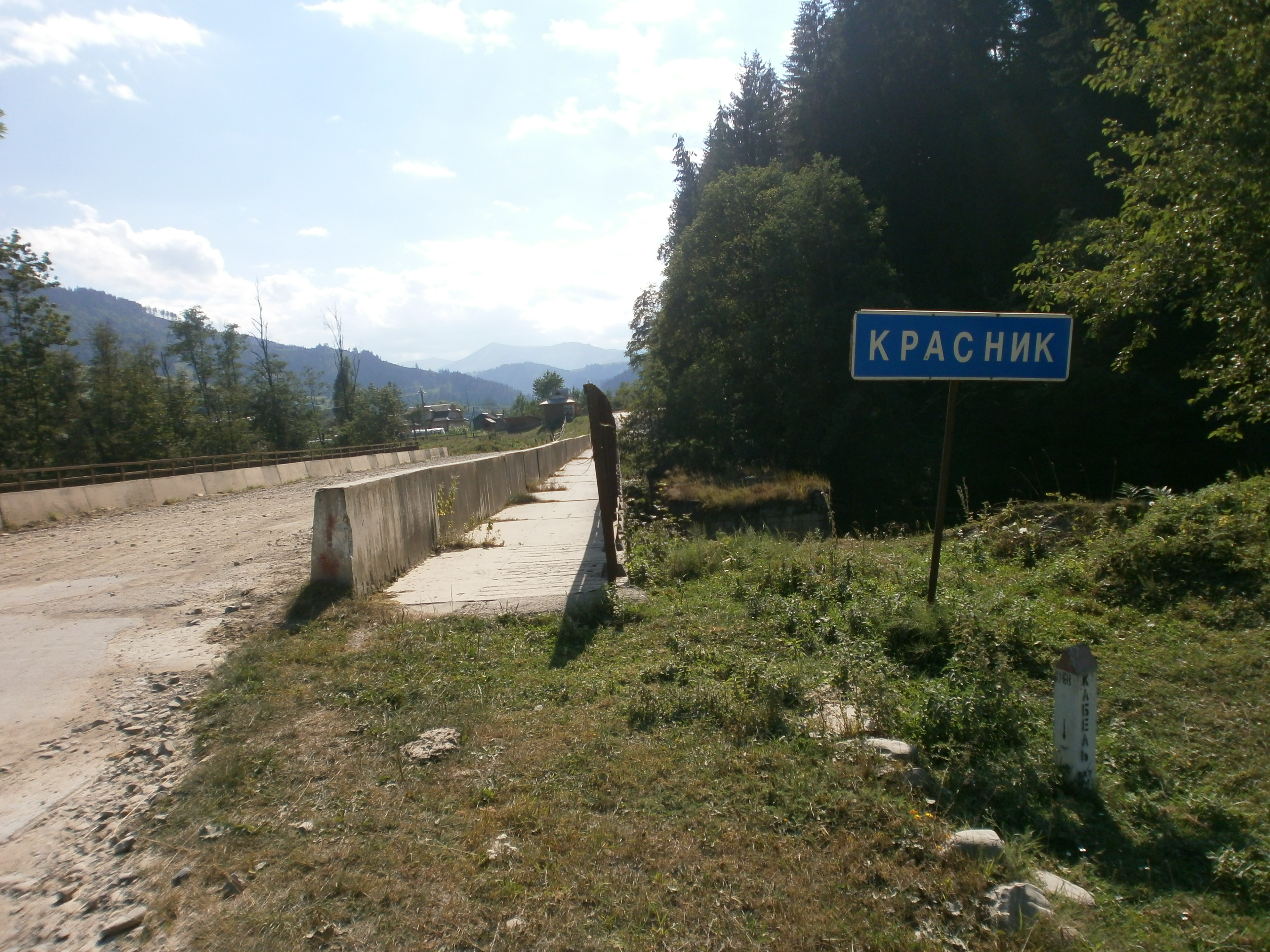
Початок села
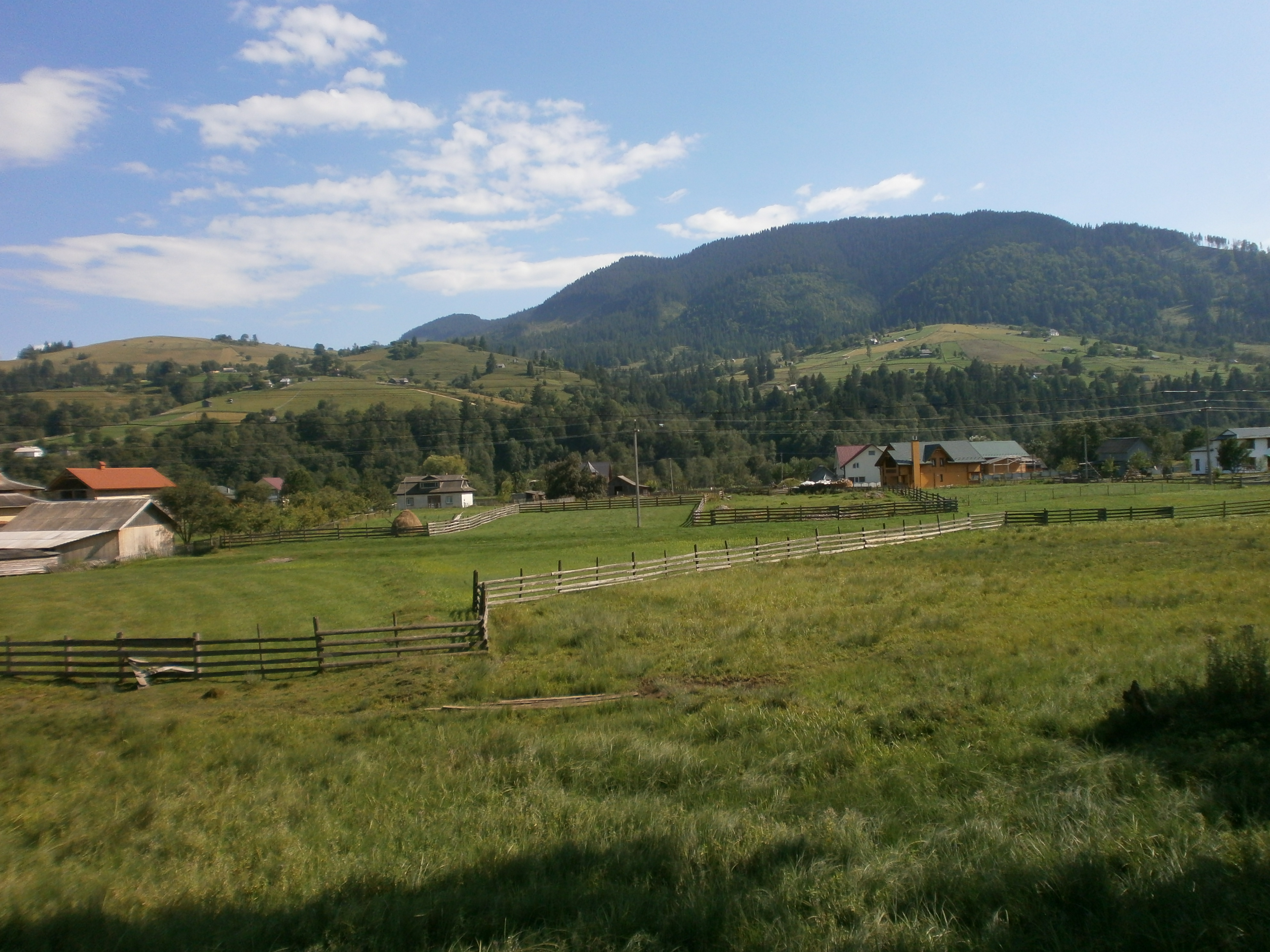
Гори в Краснику
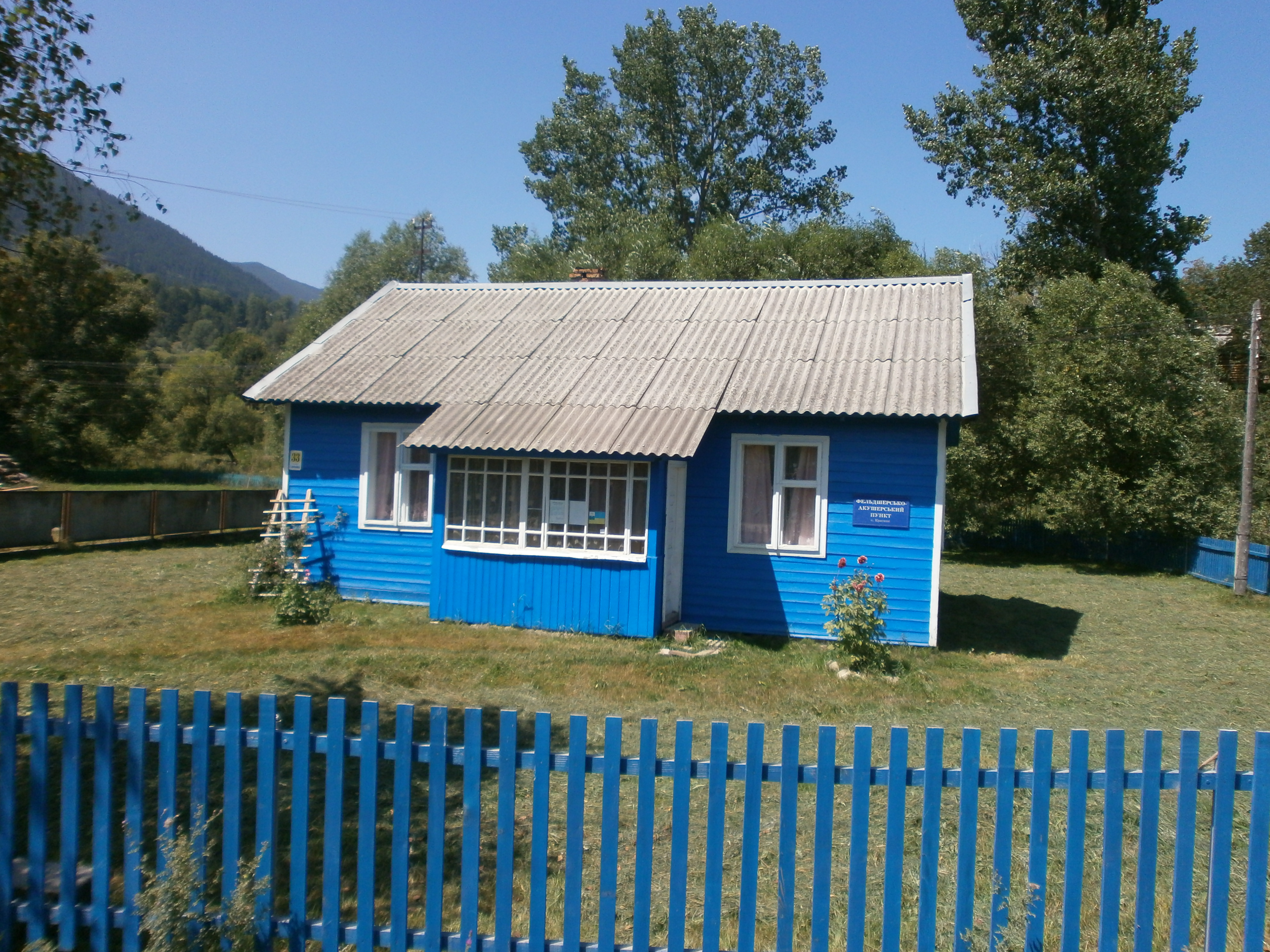
Фельдшерсько-акушерський пункт